# De Pijp

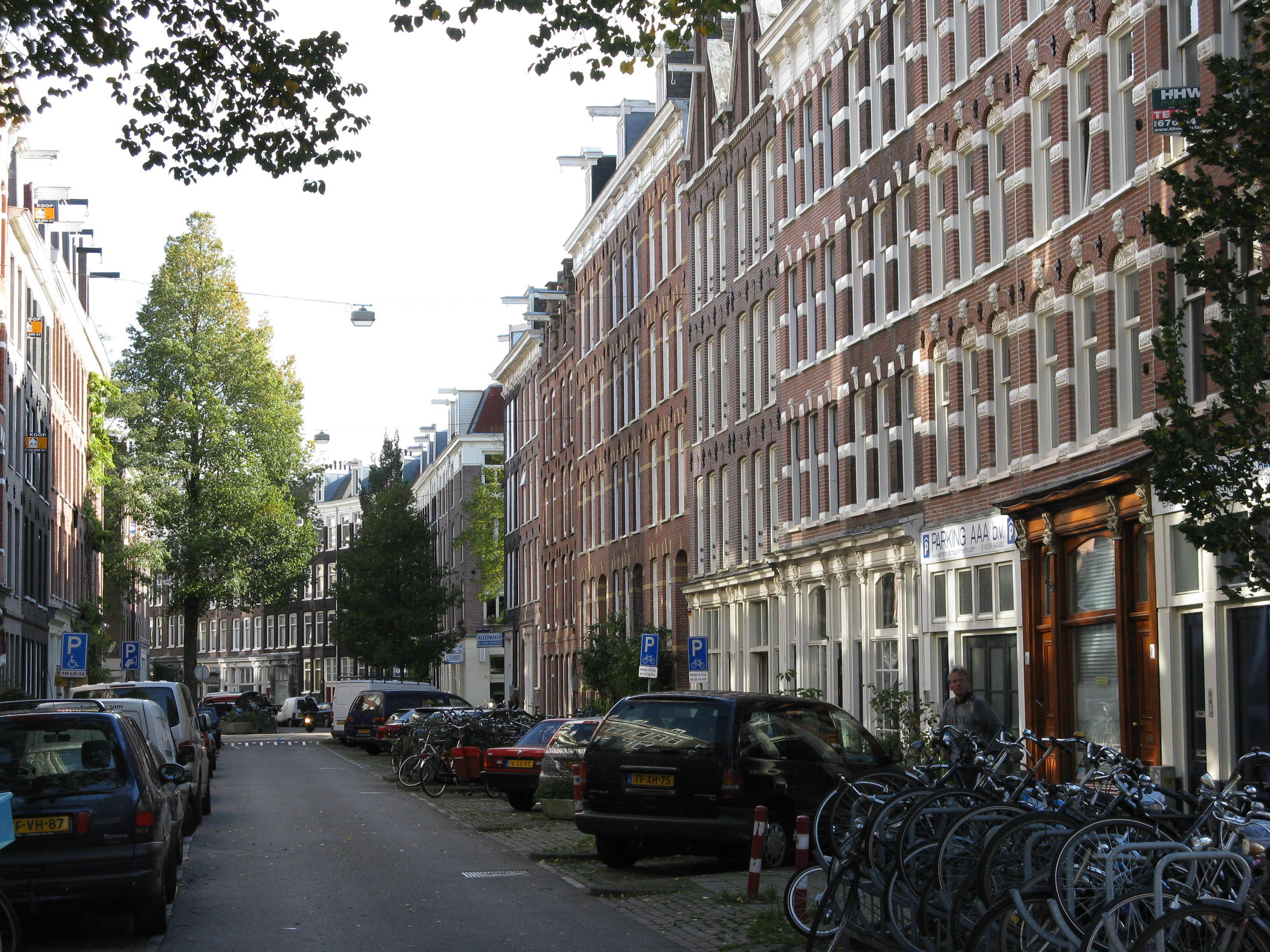
Typisches Straßenbild im Norden von De Pijp (Oude Pijp)

De Pijp ist ein Stadtviertel in Amsterdam-Zuid, das am südlichen Rand der Amsterdamer Innenstadt liegt.
Das Viertel zählt 35.650 Einwohner (Stand: 1. Januar 2024), darunter viele Menschen fremder Herkunft und Studenten. Der südliche Teil (Nieuwe Pijp) des Viertels wurde Anfang des 20. Jahrhunderts nach der Stadtplanung des Architekten Hendrik Petrus Berlage im Stil der Amsterdamer Schule gebaut. Viele Straßen sind nach niederländischen Malern benannt.
Touristenattraktionen sind der Albert Cuyp-Markt, der in der Albert-Cuyp-Straße stattfindet, die Heinekenbrauerei, die Diamantschleiferei Asscher und das Okura-Hotel. Die vielen Cafés sind unter anderem Treffpunkt der Studenten. Mitten im Viertel liegt der Sarphatipark. Am Westrand befindet sich ein Prostitutionsgebiet der Stadt.

## Persönlichkeiten
- André Hazes, geboren in De Pijp, 2005 wurde ein Standbild errichtet
- Piet Mondriaan
- Frederik van Eeden
- Herman Gorter
- Ellen Hoog, niederländische Feldhockeyspielerin